# 春爛漫狸祭
『春爛漫狸祭』（はるらんまんたぬきまつり）は、1948年（昭和23年）公開のオペレッタ映画。木村恵吾が脚本、監督。

## あらすじ
狸御殿の主、満壽妃は継子の夕月姫がうとましくて仕方がない。継母と二人の姉にいじめられた夕月姫は森へ行き河童や蛙と遊ぶ日々だった。名門の小鼓山家の狸吉郎に婿に来てもらいたい満壽妃は狸御殿の狸祭に招待するが、狸吉郎は夕月姫を気に入ってしまう。怒った満壽妃は早老酒を夕月姫に飲ませる。姫はたちまち老婆になってしまう。河童と蛙は不老酒を手に入れるがこぼしてしまう。姿は変われど愛は変わらず、狸吉郎が老婆に接吻すると姫は元の姿に戻った。

## 出演者
- 狸吉郎：喜多川千鶴[1]
- 満壽妃：草笛美子[1]
- 夕月姫：明日待子[1]
- とどろ姫：暁照子[1]
- タララ姫：笠置シヅ子
- ルリ姫：日高澄子
- むらさき姫：豆千代
- きらら姫：美奈川麗子
- べに姫：三原純子
- みどり姫：二葉あき子
- 家老狸左衛門：杉狂児[1]
- 家老鼓左衛門：楠木繁夫
- 河童ぶく助：坊屋三郎
- 河童河太郎：山茶花究
- 鴉の勘三郎：上田寛
- 小熊のコロ助：大洲啓介
- 兎の白吉：大洲章三
- 兎のトビ子：武田よし子
- 兎のピョン助：佐々木嗣郎
- 河童川助：田中浩
- ガタロ先生：武田徳倫
- 踊る女：福田はるみ
- 小姓蘭丸：園御幸
- 腰元葛の葉：野々宮由紀[1]
- 腰元落葉：藤代鮎子
- 腰元椎の葉：赤木はるみ
- 腰元柿の葉：芦原圭子
- 腰元桐の葉：小柳圭子
- 腰元麻の葉：葉村雛子
- 腰元橡の葉：東山京子
- 森の娘お白：北條みゆき
- 森の娘お赤：滝のぼる
- 森の娘お黒：柳恵美子
- 森の娘お草：大井由貴子
- 森の娘お露：吉井夏代子
- 森の娘お花：宮島久仁子
- 森の娘お玉：古川美沙
- 森の娘お末：上野陽子

## スタッフ
- 企画：清水龍之介[1]
- 監督、脚本：木村恵吾[1]
- 作詩：西條八十[1]
- 作曲：服部良一[3]
- 撮影：牧田成正[3]
- 録音：中村敏夫[1]
- 美術：上里義三[1]
- 照明：岡本健一[1]
- 編集：宮田味津三[3]
- 装置：梶谷市造[3]
- 特殊工作：山本夘一郎[3]
- 造園：中岡芳三郎[3]
- 背景：小倉清三郎[3]
- 装飾：松本春造[3]
- 記録：木村恵美[3]
- 衣裳：吉實シマ[3]
- 美粧：日樫良雄[3]
- 結髪：石井エミ[3]
- スチール：小牧照[3]
- 演技事務：松浪錦之助[3]
- 進行：橋本梅夫[3]
- 製作主任：小林利勝
- 按舞：飛鳥亮[3]
- 音楽：中澤壽士バンド[3]
- 舞踊：大阪松竹歌劇団[3]

## 主題歌
コロムビア・レコード
- 作詩 西絛八十
- 作曲 服部良一
- 「夜風のタンゴ」…楠木繁夫[3]、三原純子[3]、コロムビアオーケストラ
- 「面影の花」…二葉あき子[3]、コロムビアオーケストラ

## 参考資料
- レーザーディスクボックス『狸御殿玉手箱』付属の解説書より
- KINENOTE
- 日本映画製作者連盟